# The A List (serie televisiva)

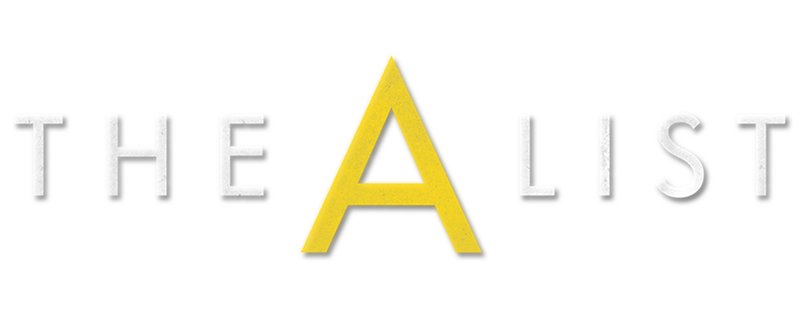

The A List è una serie televisiva britannica del 2018, creata da Dan Berlinka e Nina Metivier.

## Trama
Mia approda a Peregrine Island, l’isola che accoglie i campeggiatori per l’estate, sotto un forte stress. Spedita lì da due genitori sempre troppo impegnati, quella a Peregrine non è l’estate che Mia si era prefigurata, ma la giovane è sicura di ottenere sin da subito il titolo di ape regina del campo. La mean girl non ha fatto i conti con l’arrivo della misteriosa Amber, un volto nuovo che porta Mia a sfoderare la sua natura competitiva in una lotta per la supremazia. Amber è sicura di sé, elegante e risulta incantevole senza il minimo sforzo. La sua rivalità con Mia scatta immediatamente, e le due si scontreranno in numerose occasioni, dando prova che la loro non è una gara di popolarità ma qualcosa di ben più oscuro. Amber infatti non è una ragazza normale: è dotata di poteri che stanno diventando sempre più forti e pericolosi. Alcuni ritrovamenti nelle aree del campo suscitano i sospetti dei campeggiatori, tormentati da alcune presenze col volto mascherato. Presto emerge uno scenario ben più inquietante: il campo estivo è stato chiuso l’anno precedente a seguito della morte di una persona.

## Episodi
| Stagione         | Episodi | Prima TV Regno Unito | Prima TV Italia |
| ---------------- | ------- | -------------------- | --------------- |
| Prima stagione   | 13      | 2018                 | 2019            |
| Seconda stagione | 8       | 2021                 | 2021            |

## Personaggi e interpreti
- Mia, interpretata da Lisa Ambalavanar, doppiata da Veronica Puccio.
- Amber, interpretata da Ellie Duckles, doppiata da Letizia Ciampa.
- Kayleigh, interpretata da Savannah Baker, doppiata da Enrica Fieno.
- Dave, interpretato da Cian Barry, doppiato da Renato Novara.
- Jenna, interpretata da Eleanor Bennett, doppiata da Monica Volpe.
- Dev, interpretato da Jacob Dudman, doppiato da Lorenzo Crisci.
- Harry, interpretato da Benjamin Nugent, doppiato da Lorenzo D'Agata.
- Alex, interpretata da Rosie Dwyer, doppiata da Eva Padoan.
- Zac, interpretato da Jack Kane, doppiato da Federico Campaiola.
- Luka, interpretato da Max Lohan, doppiato da Niccolò Guidi.
- Mags, interpretata da Nneka Okoye, doppiata da Monica Bertolotti.
- Brendan, interpretato da Micheal Ward, doppiato da Manuel Meli.
- Petal, interpretata da Georgina Sadler, doppiata da Lucrezia Marricchi.
- Midge / voce narrante, interpretata da Indianna Ryan, doppiata da Sara Labidi
- Fitz,  interpretato da Byron Easman, doppiato da Gabriele Palumbo.

## Promozione e distribuzione
Il 18 ottobre 2018, è stato pubblicato il trailer ufficiale della serie.
La prima stagione è stata pubblicata il 25 ottobre 2018, sul servizio streaming BBC iPlayer, mentre, in Italia, è stata distribuita il 30 agosto 2019, su Netflix.
La serie è stata successivamente rinnovata per una seconda stagione, prodotta e distribuita in esclusiva da Netflix, dopo che la BBC ha rinunciato al progetto. Il 20 maggio 2021 Netflix ha pubblicato il trailer ufficiale della seconda stagione, successivamente pubblicata interamente, a livello internazionale, il 25 giugno 2021.